# 领先计分赛

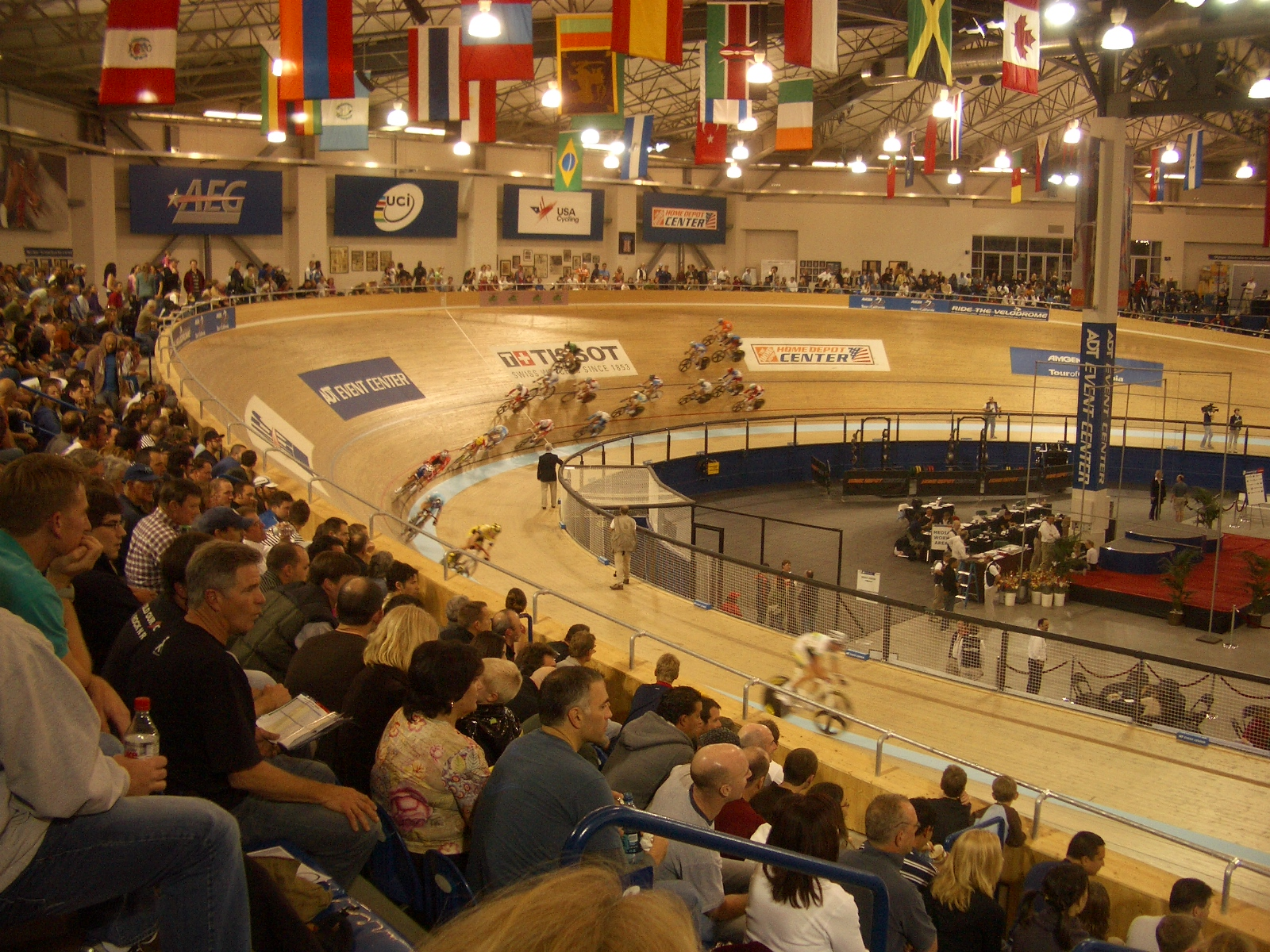
在加利福尼亚州卡森的家得宝中心进行的领先计分赛。

领先计分赛（英語：Points race），亦称自行车记分赛，是場地自由車的大规模比赛项目之一，需要多个车手同时在赛道参与。其男子和女子项目分别于1984—2008年间和1996—2008年间作为独立比赛项目在奥运会出现。从2012年开始，领先计分赛成为奥运会的自行车全能賽项目的一部分。

## 描述
在UCI锦标赛中，男子领先计分赛的距离为40公里，女子为25公里。每十圈进行一次冲刺（sprint），每次冲刺的前四名选手分别获得5分、3分、2分和1分。比赛结束时积分最多的人即为冠军。除了冲刺之外，任何一名选手超过主集团一圈，可额外获得20分。因此，这是一种获得赢得比赛积分的流行方式，许多车手会在比赛期间多次尝试超越他人一圈。
不同车手有着不同的战术来赢得比赛。一些车手可能会待在主车群中保存能量，只在冲刺阶段使出全力以获得积分。其他车手可能试图在比赛早期获得领先，并尽全力捍卫这一优势。在计分赛中最常见的突围出现在由两到五名车手组成的小组，他们分工合作，共同超越车群一圈。尽管独自一人超越一圈是一项艰巨的壮举，但顶级车手为了赢得比赛而做到这一点的情况并不少见。

## 变种

### The Snowball
The Snowball是计分赛的一种变体，每一次冲刺，只有第一名的选手才能获得积分。每一次冲刺所获得的分数都会增加：第一次冲刺得到1分，第二次得到2分，第三次得到3分，等等。冲刺也比普通积分赛更频繁，可以每圈或每两圈一次。如果出现平局，则以最后冲刺的顺序来打破平局。

### 每圈计分赛
顾名思义，每圈计分赛（point-a-lap）中每圈第一个完成的骑手获得一次积分。通常情况下，最后一圈会获得更多的积分，有几位车手会深入其中。

### 节奏赛
节奏赛（tempo race）是新全能赛赛制的第二项赛事，女子为7.5公里（在250米赛道上跑30圈），男子为10公里（在250米赛道上跑40圈）。在这场比赛中，从第5圈结束时起，每一圈都会给排名第一的骑手一次积分。如果一个骑手超越主集团一圈，则获得20分；反之如果被他人超越一圈，就失去20分。